# Zingiber vuquangense
Zingiber vuquangense là một loài thực vật có hoa trong họ Gừng. Loài này được Lý Ngọc Sâm, Lê Thị Hương, Trịnh Thị Hương, Nguyễn Việt Hùng và Đỗ Ngọc Đài miêu tả khoa học đầu tiên năm 2019.

## Mẫu định danh
Mẫu định danh: Đỗ Ngọc Đài ĐNĐ-568; thu thập ngày 26 tháng 4 năm 2015, cao độ 106 m, tọa độ 18°17′20″B 105°21′41″Đ / 18,28889°B 105,36139°Đ, thác Phan, Vườn quốc gia Vũ Quang, Hà Tĩnh, Việt Nam. Mẫu holotype lưu giữ tại Viện Sinh học Nhiệt đới tại TP. Hồ Chí Minh (VNM), các isotype lưu giữ tại Viện Hàn lâm Khoa học và Công nghệ Việt Nam (HN), Bảo tàng Lịch sử Tự nhiên Quốc gia Pháp (P).

## Từ nguyên
Tính từ định danh vuquangense (giống đực / giống cái: vuquangensis) là Latinh hóa địa danh Vườn quốc gia Vũ Quang, nơi thu thập mẫu định danh của loài này.

## Phân bố
Loài này đặc hữu Việt Nam. Các mẫu thu thập tại các tỉnh Phú Thọ (Vườn quốc gia Xuân Sơn), Ninh Bình (Vườn quốc gia Cúc Phương), Nghệ An (Khu Bảo tồn thiên nhiên Pù Hoạt), Hà Tĩnh (Vườn quốc gia Vũ Quang), Quảng Bình (Vườn quốc gia Phong Nha – Kẻ Bàng).

## Phân loại
Z. vuquangense thuộc tổ Cryptanthium.

## Mô tả
Z. vuquangense giống nhất với Z. cornubracteatum, nhưng khác ở chỗ cây nhỏ hơn, lưỡi bẹ và cuống lá dài hơn, hình dạng lá, màu sắc của lá bắc, lá bắc con và hoa, cũng như hình dạng quả.